# Ангел Попконстантинов
Ангел Попконстантинов Атанасов е български диригент и композитор, посветил се на църковната музика. Дългогодишен диригент е на хора на катедралата „Св. Александър Невски“; благодарение на него се осъществяват записите на Борис Христов в катедралата с църковния хор. Преподавател в Духовната академия.

## Биография
Роден е на 24 август 1905 година в хасковското село Гюнелии (днес Любеново). Родителите му – свещеник Константин Атанасов и презвитера Елена Попконстантинова, са преселници от Сярска Македония.
В прогимназията прави впечатление с музикалните си способности, но подтикнат от баща си се записва да учи в Пловдивската духовна семинария. Изключен поради буйния си нрав, в 4-ти клас той се прехвърля в Софийската духовна семинария. Проявява подчертан интерес към предметите, свързани с църковното пеене, а преподаватели са му Апостол Николаев-Струмски, Манасий Поптодоров, Петър Динев. Става солист на семинарския хор и помощник на диригента Николаев-Струмски. През 1926 година е изключен за една година от семинарията поради „бягство в града“. По време на прекъсването е певец в храма „Успение на св. Богородица“ в Пазарджик, създава свой нотен сборник, преписва хорови партитури на църковни песнопения от руски автори. Завръща се в семинарията, където завършва средното си образование в 1929 година. Записва се в Богословския факултет на Софийския университет, по време на следването си е ръководител на клиросното пеене в храма „Св. Александър Невски“ и помощник-диригент на Апостол Николаев-Струмски в храма. Прехвърля се в Музикалната академия, където проф. Добри Христов му е преподавател по хармония и композиция. Завършва я с отличие през 1934 г.
Асистент е и хоноруван преподавател-лектор по църковна музика и църковен ред в Музикалната академия. Солист на хор „Гусла“, в който пее още като студент, и помощник-диригент (1929 – 1957) на професор Асен Димитров, като при няколкогодишното му отсъствие е главен диригент. Артист-хорист в Народната опера. Избран е от проф. Добри Христов за негов помощник, когато той е назначен за главен диригент на хора на „Св. Александър Невски“; като такъв привлича в хора Борис Христов, с когото се познават от „Гусла“. След смъртта на Добри Христов (1941) става ръководител на катедралния хор, макар че назначението е регистрирано официално през 1947 година. От 1945 до 1947 година е артист-хорист към КТР Българско радио.
От 1947 година е хоноруван преподавател по църковна музика в Богословския факултет на Софийския университет (трансформиран после в Духовна академия), където работи до пенсионирането си (1978).
Благодарение на дългогодишното приятелство между Ангел Попконстантинов и Борис Христов е осъществен записът на български и руски църковни песнопения, изпълнени от световноизвестния бас, съпровождан от хора на катедралата (1976).
Създател е на сборника „Сборник от литургийни песнопения“ (1976), одобрен от Св. Синод, но неиздаден. Негови композиции продължават да се изпълняват в Патриаршеската катедрала „Св. Александър Невски“.
Събира и преписва много църковно-хорови песнопения и създава църковно-хоровата библиотека.
Награден с орден „Св. Св. Кирил и Методий“ II степен (1974) и „Св. Св. Кирил и Методий“ I степен (1977).
Умира на 21 август 1981 година в София.